# Cámara Quest

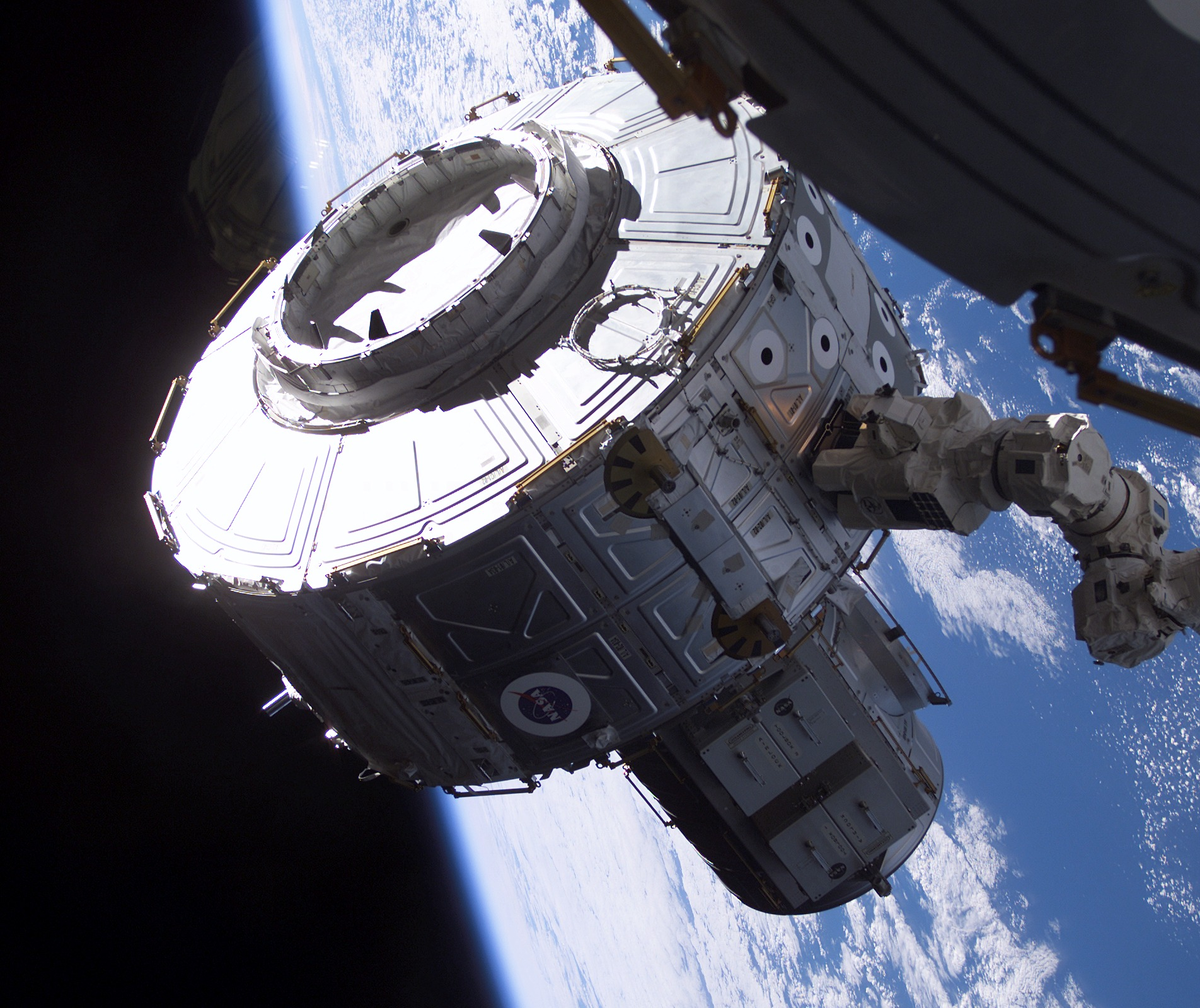
Módulo esclusa Quest (NASA).

La cámara Quest, previamente conocida como el módulo esclusa, es la principal esclusa de aire para la Estación Espacial Internacional. La Quest fue diseñada para ser el lugar para realizar paseos espaciales tanto con las EMU como con los trajes espaciales Orlan. La esclusa de aire fue lanzada durante la misión STS-104 el 14 de julio de 2001. Antes del acoplamiento de la Quest, los paseos espaciales rusos usando los trajes Orlan solo podían llevarse a cabo a través del módulo de servicio Zvezda y los paseos espaciales de Estados Unidos usando las EMUs eran solo posibles cuando estaba acoplado un transbordador espacial. La llegada de la Pirs el 16 de septiembre de 2001 proporcionó otra esclusa de aire desde la que se podían dirigir los paseos espaciales rusos.

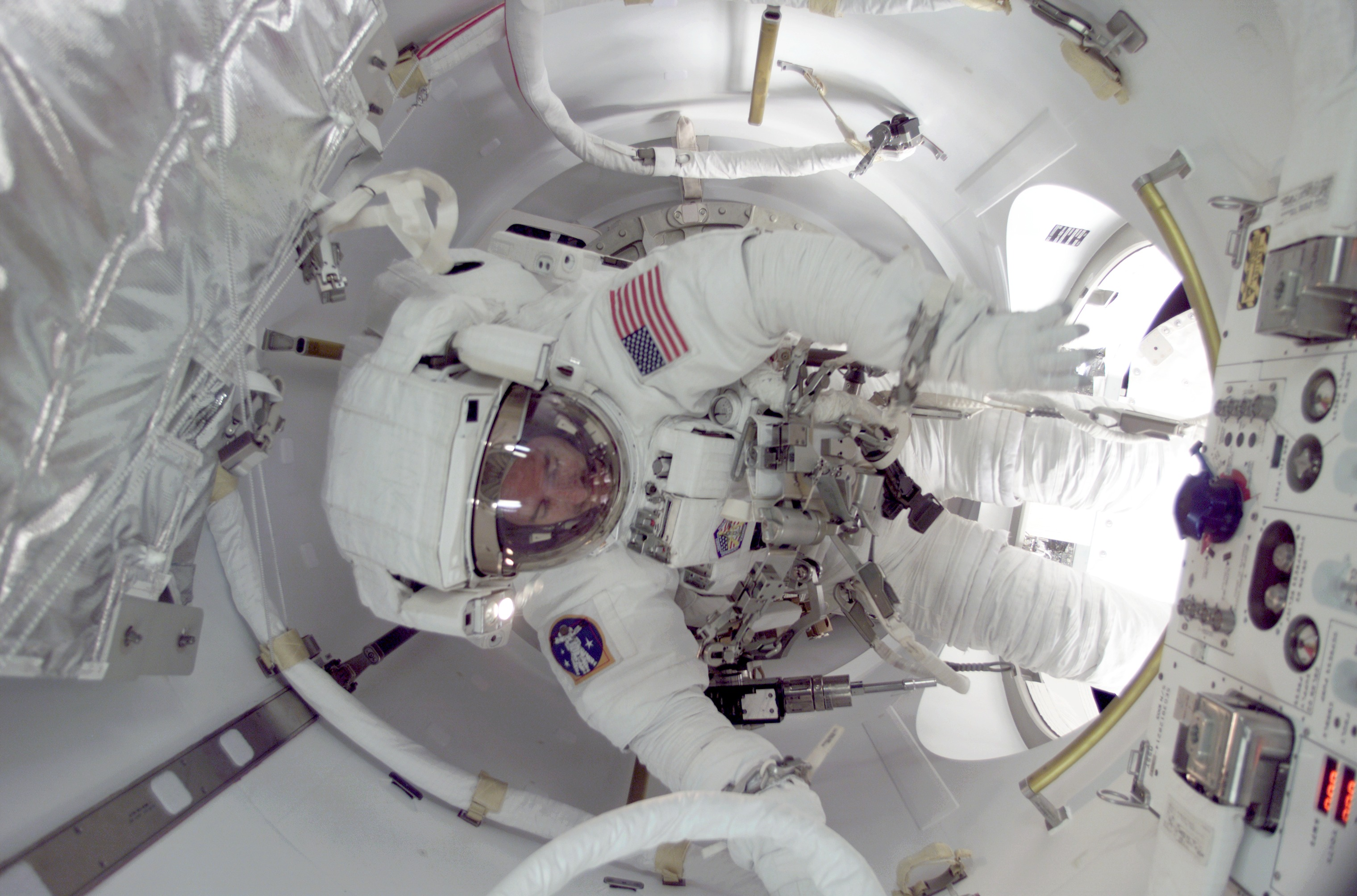
James F. Reilly durante la preparación para la primera caminata espacial utilizando el Quest Airlock en julio de 2001

## Especificaciones de la esclusa
- Material: aluminio
- Longitud: 5,5 m
- Diámetro: 4 m
- Peso: 6064 kg
- Volumen: 34 m³
- Coste: $164 millones, incluyendo los tanques[cita requerida]

- Datos: Q835594
- Multimedia: Quest Joint Airlock / Q835594